# Ronde van Vlaanderen 1993/Startlijst
Onderstaand het deelnemersveld van de 77e Ronde van Vlaanderen verreden op 4 april 1993. Deze lijst behandelt de 99 renners die hebben uitgereden. De Belg Johan Museeuw (GB–MG) kwam in Meerbeke als winnaar over de streep, na een spurt tegen de Nederlander Frans Maassen. De renners werden gerangschikt naar uitslag en ploeg.

## Ploegen
| K = Kopman | DNF = Aantal renners niet uitgereden | Vb. = Nationale kampioen op de weg 1992 |

### GB–MG Maglificio
Johan Museeuw  K 

 Franco Ballerini 6E

 Andrei Tchmil 11E

 Wilfried Peeters 16E

 Ludwig Willems 27E

 Mario Cipollini 45E

 Carlo Bomans 50E

 Eros Poli 89E

### WordPerfect–Colnago–Decca
Frans Maassen 

 Edwig Van Hooydonck K 7E

 Jelle Nijdam 13E

 Frédéric Moncassin 28E

DNF

DNF

DNF

DNF

### Mecair–Ballan
Dario Bottaro 

 Moreno Argentin K 42E

 Heinz Imboden 68E

 Andreas Kappes 93E

DNF

DNF

DNF

DNF

### Novemail–Histor
Marc Sergeant K 4E

 Vjatsjeslav Jekimov 12E

 Nico Verhoeven 31E

 Jo Planckaert 65E

 Dmitri Zjdanov 73E

 Marcel Wüst 74E

 Dmitri Neljoebin 81E

DNF

### Motorola
Maximilian Sciandri 5E

 Sean Yates  36E

 Frankie Andreu 52E

DNF

DNF

DNF

DNF

DNF

### Lampre–Polti
Maurizio Fondriest K 8E

 Djamolidin Abdoezjaparov 19E

 Marco Lietti 20E

 Zbigniew Spruch 40E

DNF

DNF

DNF

DNF

### Telekom
Olaf Ludwig K 9E

 Bernd Gröne 22E

 Christian Henn 23E

 Uwe Raab 41E

 Etienne De Wilde 47E

 Erik Zabel 59E

 Jacques Hanegraaf 86E

DNF

### TVM–Bison Kit
Johan Capiot K 10E

 Dag-Otto Lauritzen 18E

 John Talen 30E

 Maarten den Bakker 37E

 Tristan Hoffman  51E

 Eddy Schurer 87E

DNF

DNF

### Castorama–MaxiSport
Laurent Brochard 14E

 Jacky Durand K 72E

 Laurent Desbiens 91E

DNF

DNF

DNF

DNF

DNF

### Carrera Jeans–Tassoni
Rolf Sørensen K 15E

 Guido Bontempi 58E

 Fabio Roscioli 82E

 Andrea Tafi 84E

DNF

DNF

DNF

DNF

### GAN–Lemond
Thierry Gouvenou 17E

 Greg LeMond K 25E

 Christophe Capelle 32E

 François Lemarchand 60E

 Gilbert Duclos-Lassalle 76E

 Francis Moreau 77E

DNF

DNF

### Gatorade
Stefano Zanatta 21E

 Gianni Bugno 43E

 Dirk De Wolf 44E

 Giovanni Fidanza 56E

 Andrea Peron 62E

DNF

DNF

DNF

### Jolly Componibili–Club 88
Dmitri Konysjev K 24E

 Gianluca Gorini 66E

 Erich Mächler 90E

 Peter Pieters 98E

DNF

DNF

DNF

DNF

### Lotto–Caloi
Marc Wauters 26E

 Herman Frison 29E

 Mario De Clercq 54E

 Rik Van Slycke 63E

 Bart Leysen 67E

 Tom Desmet 85E

 Peter Van Petegem 97E

DNF

### Mercatone Uno–Mendeghini–Zucchini
Adriano Baffi 33E

 Adrie van der Poel 46E

 Simone Biasci 80E

 Paolo Fornaciari 88E

DNF

DNF

DNF

DNF

### La William–Duvel
Eric De Clercq 34E

 Patrick Van Roosbroeck 92E

 Gino Van Hooydonck 95E

DNF

DNF

DNF

DNF

DNF

### Collstrop–Assur Carpets
Paul Haghedooren 35E

 Jan Goessens 38E

 Hendrik Redant 53E

 Jean-Pierre Heynderickx 55E

 Chris Peers 69E

 Johan Verstrepen 70E

 Marc Bouillon 75E

DNF

### Festina–Lotus
Sean Kelly K 39E

 Steven Rooks 48E

 Thierry Marie 78E

 Falk Boden 99E

DNF

DNF

DNF

DNF

### ONCE–Look–Mavic
Laurent Jalabert K 58E

DNF

DNF

DNF

DNF

DNF

DNF

DNF

### ZG Mobili
John van den Akker 61E

 Stefano Colagè 71E

DNF

DNF

DNF

DNF

DNF

DNF

### Subaru–Montgomery
Nate Reiss 64E

DNF

DNF

DNF

DNF

DNF

DNF

DNF

### Willy Naessens
Jan Van Camp 79E

 Rober van der Vin 83E

 Hans De Clercq 96E

DNF

DNF

DNF

DNF

DNF

### Clas–Cajastur
Manuel Fernández Ginés 94E

DNF

DNF

DNF

DNF

DNF

DNF

DNF

## Afbeeldingen

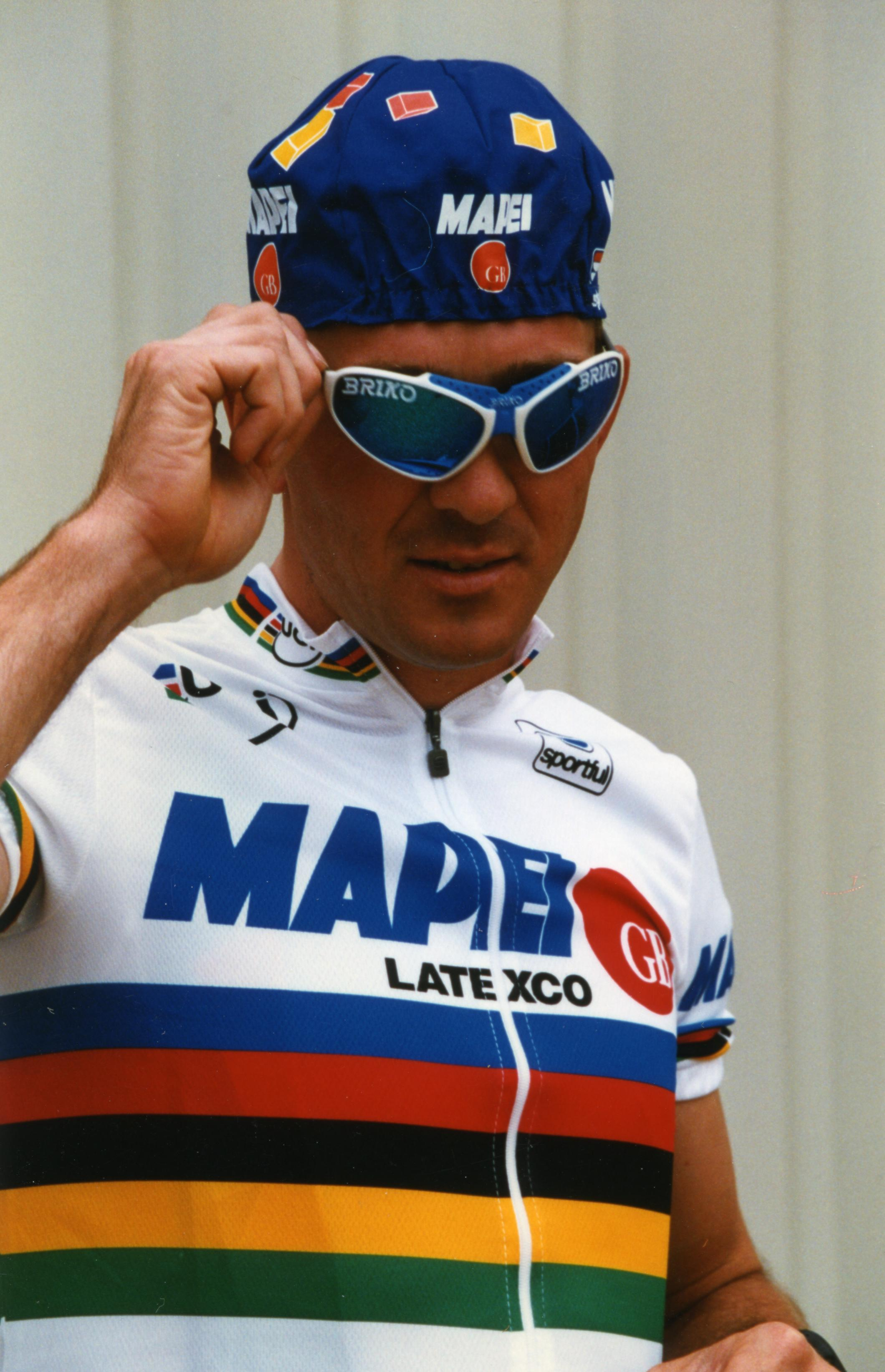
Johan Museeuw
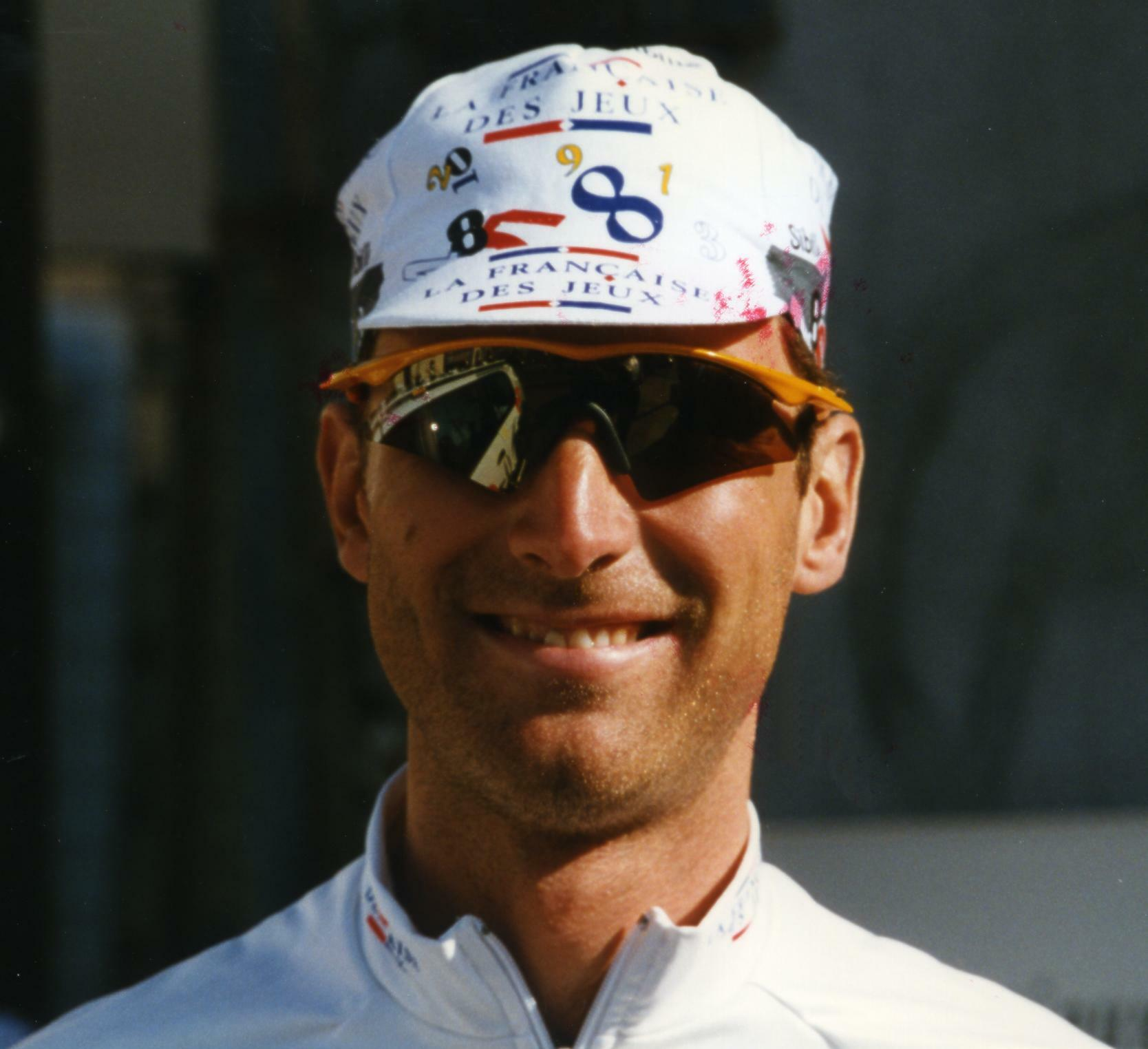
Maximilian Sciandri
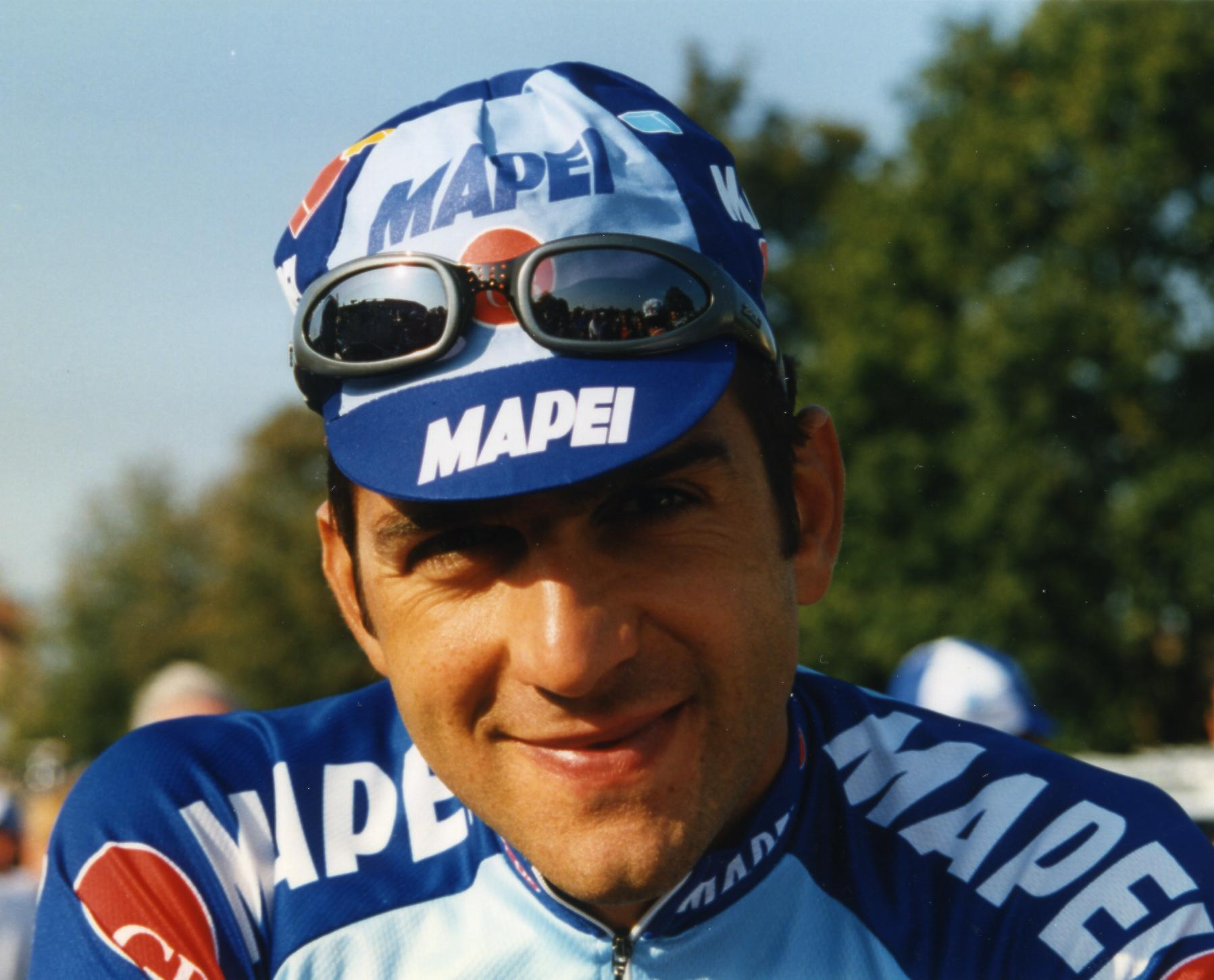
Franco Ballerini
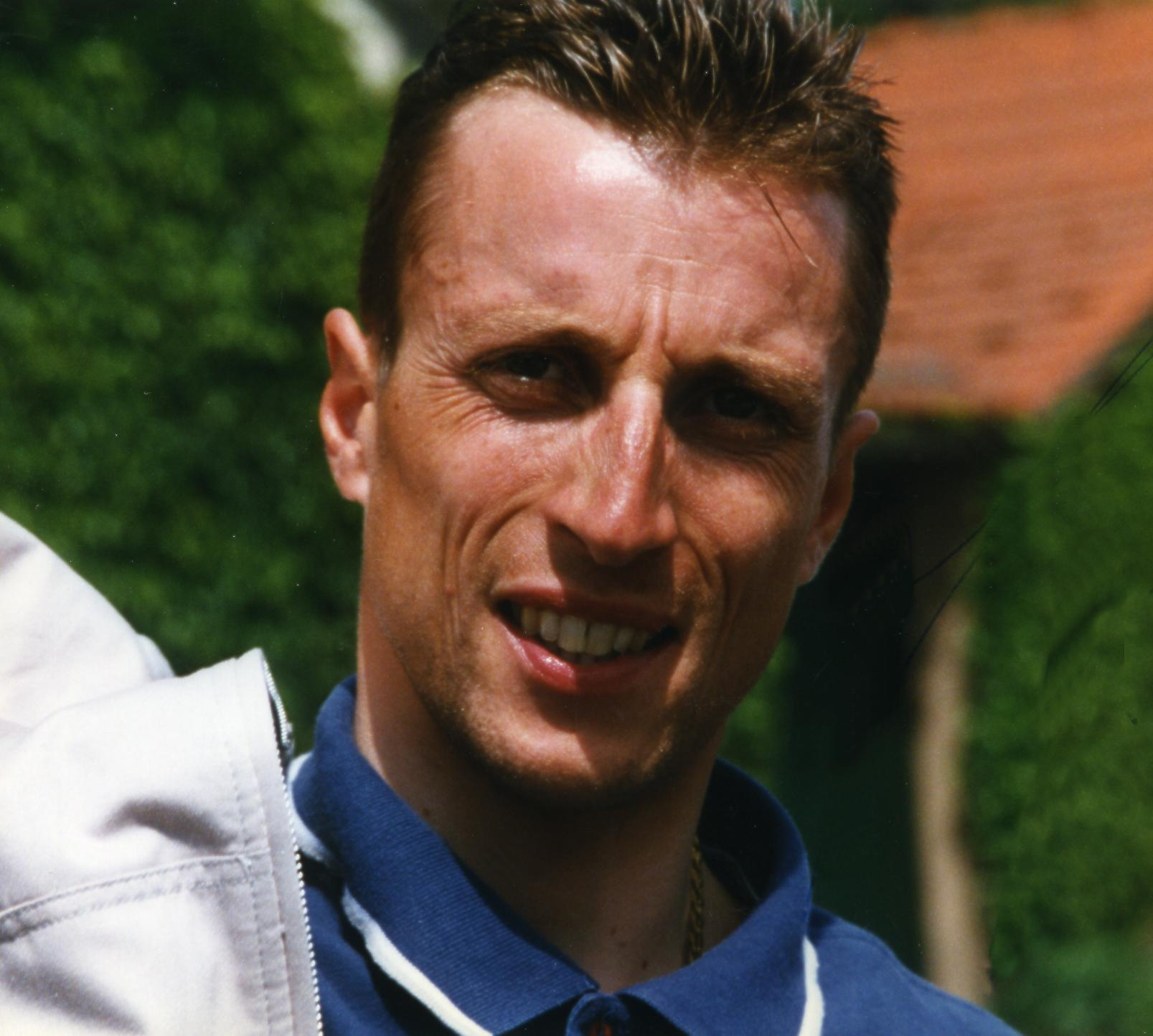
Maurizio Fondriest
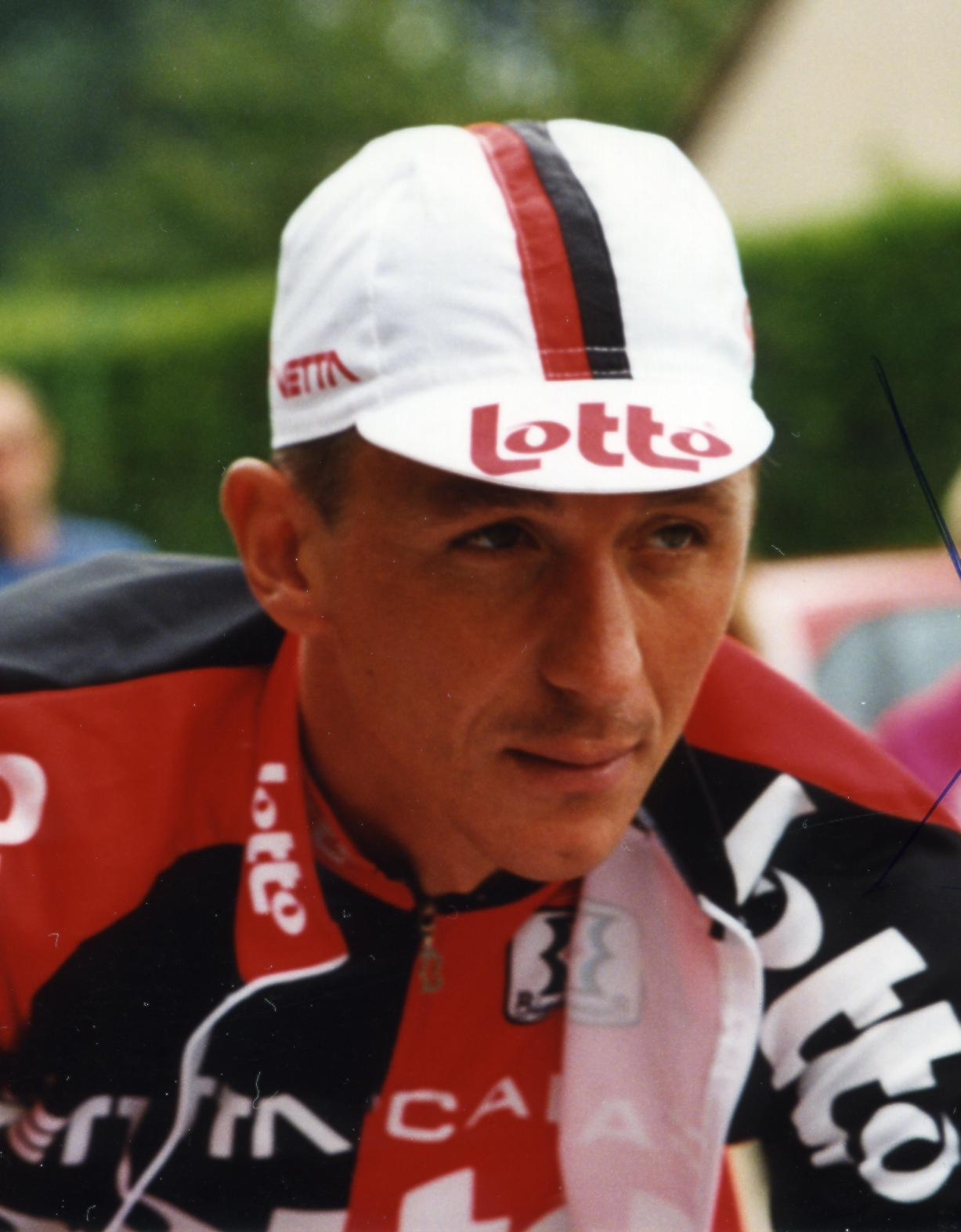
Andrei Tchmil
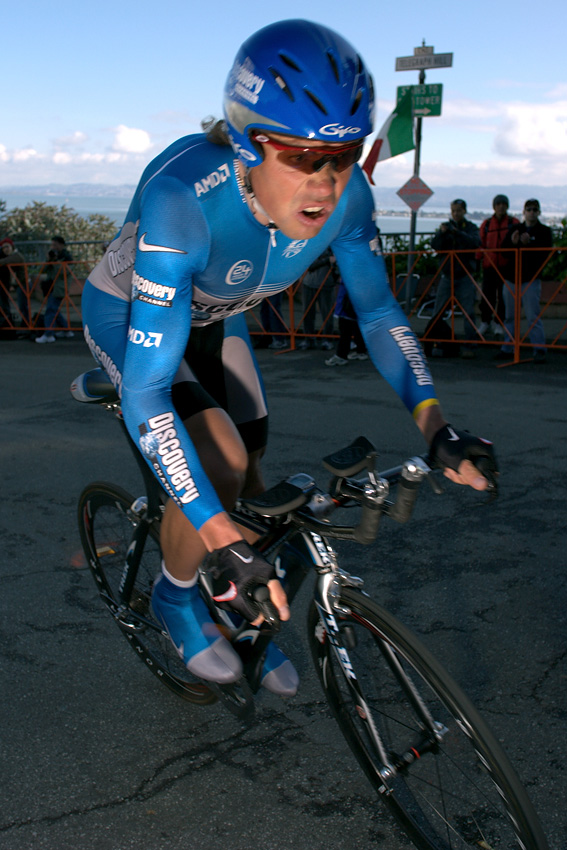
Vjatsjeslav Jekimov
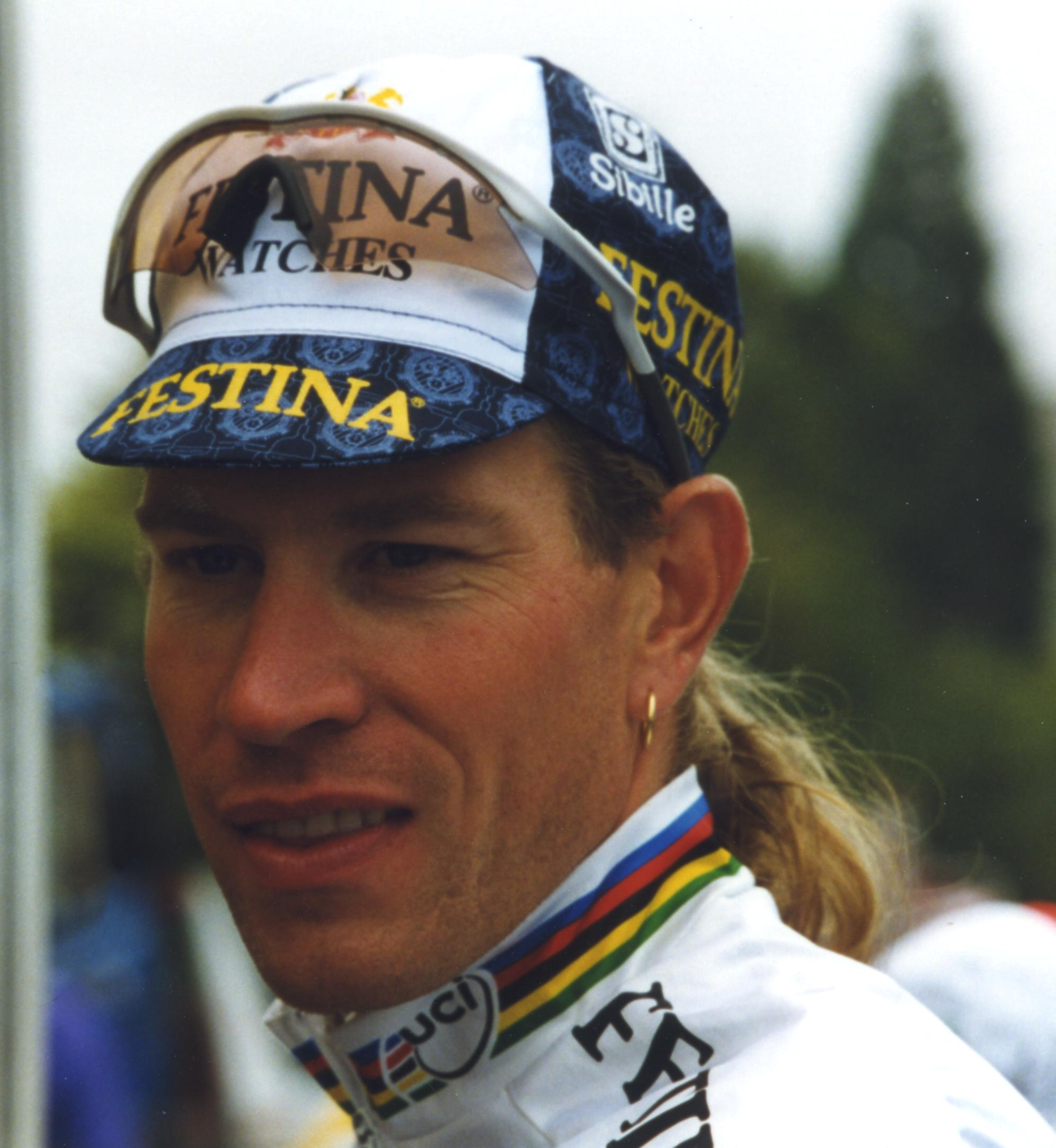
Laurent Brochard
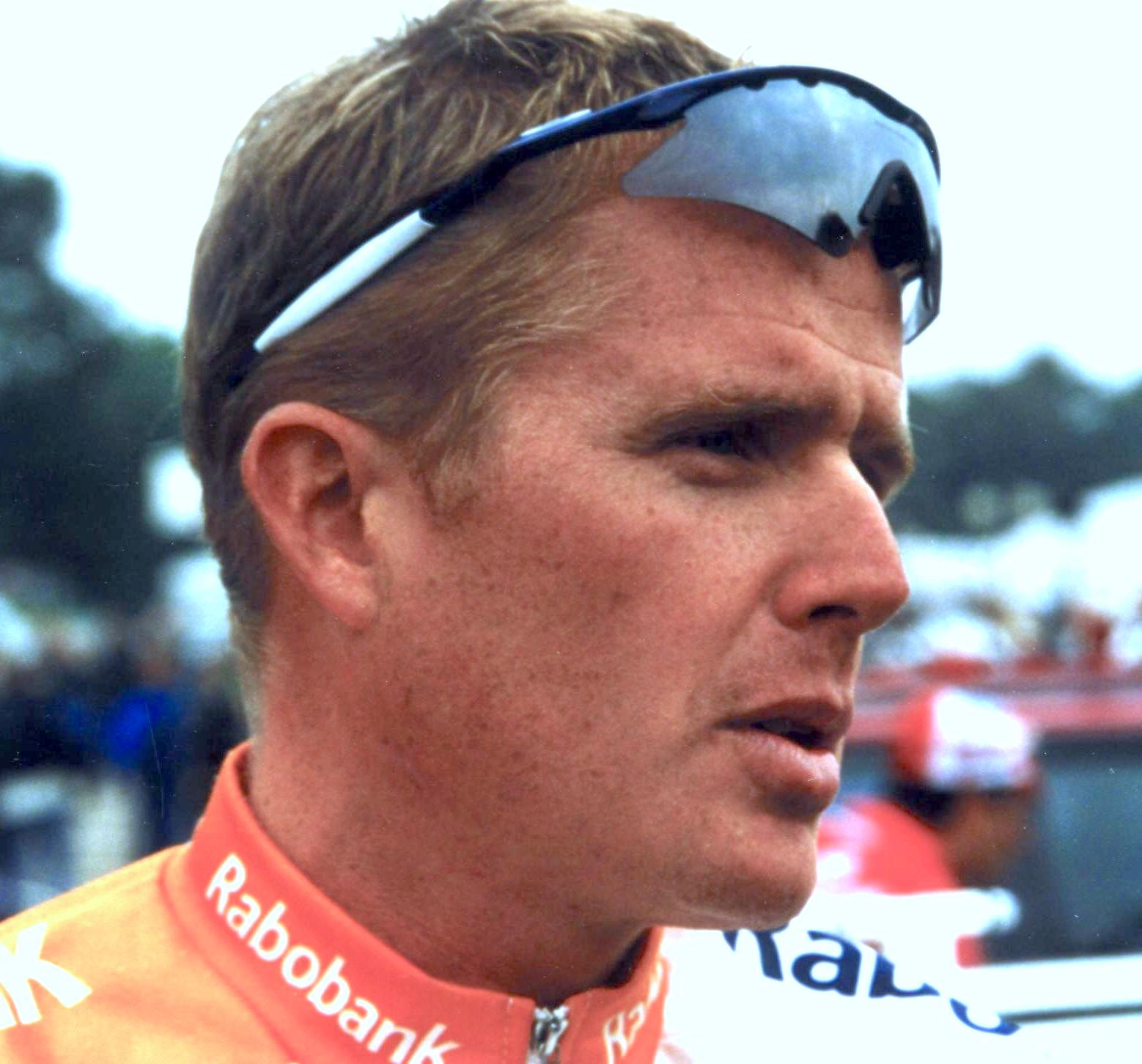
Rolf Sørensen
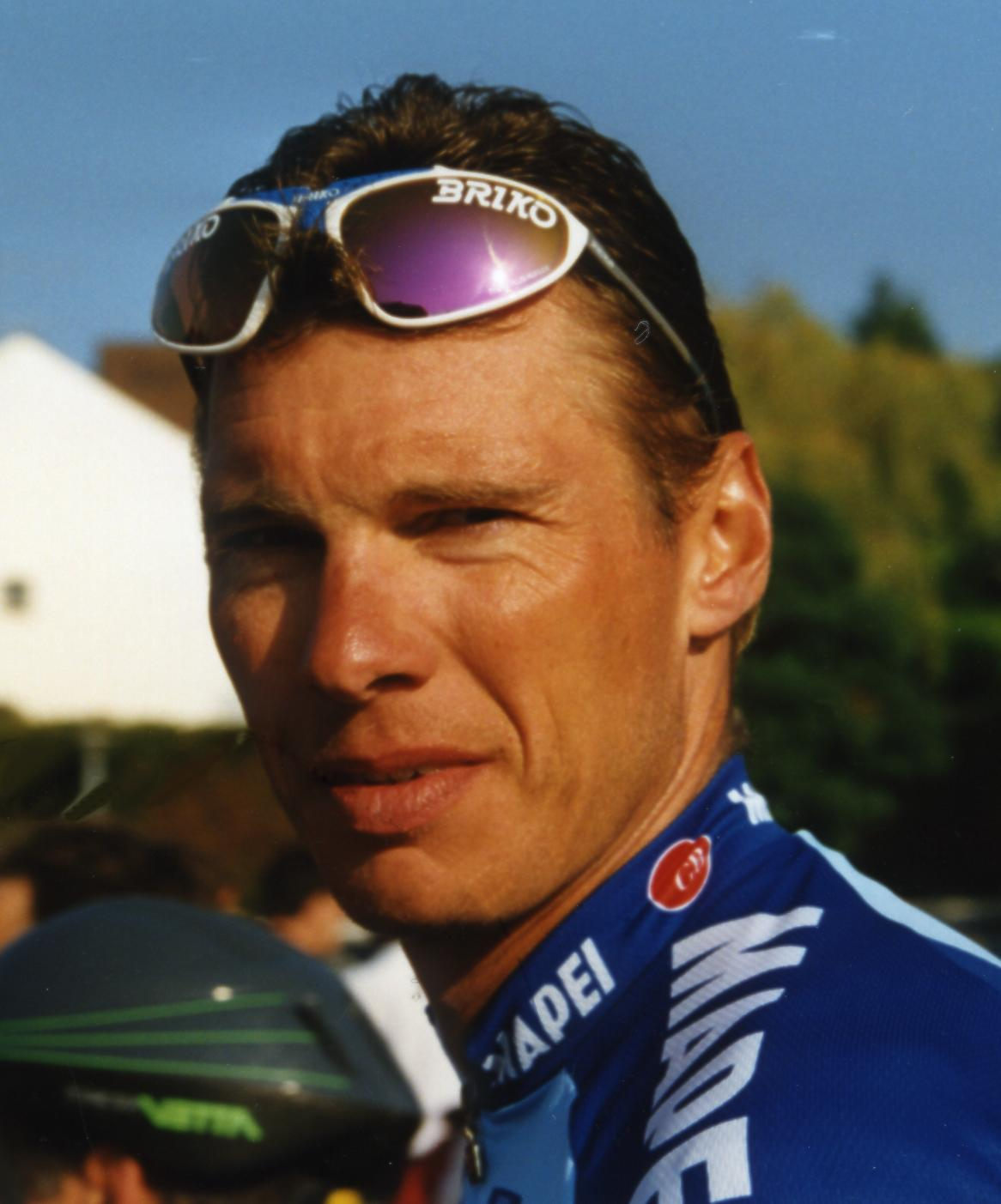
Wilfried Peeters
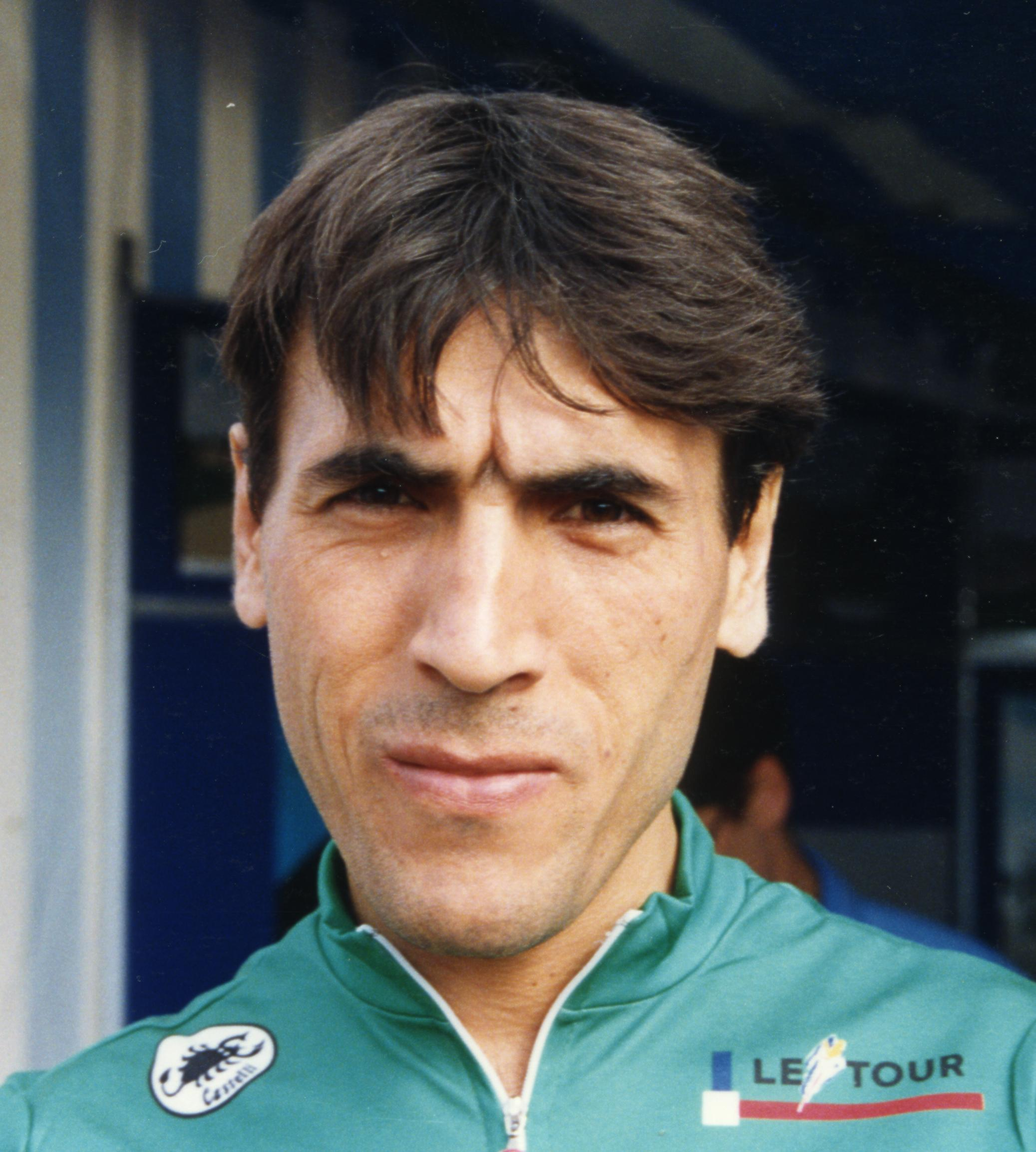
Djamolidin Abdoezjaparov

1913 · 
1914 · 
1915 · 
1916 · 
1917 · 
1918 · 
1919 · 
1920 · 
1921 · 
1922 · 
1923 · 
1924 · 
1925 · 
1926 · 
1927 · 
1928 · 
1929 · 
1930 · 
1931 · 
1932 · 
1933 · 
1934 · 
1935 · 
1936 · 
1937 · 
1938 · 
1939 · 
1940 · 
1941 · 
1942 · 
1943 · 
1944 · 
1945 · 
1946 · 
1947 · 
1948 · 
1949 · 
1950 · 
1951 · 
1952 · 
1953 · 
1954 · 
1955 · 
1956 · 
1957 · 
1958 · 
1959 · 
1960 · 
1961 · 
1962 · 
1963 · 
1964 · 
1965 · 
1966 · 
1967 · 
1968 · 
1969 · 
1970 · 
1971 · 
1972 · 
1973 · 
1974 · 
1975 · 
1976 · 
1977 · 
1978 · 
1979 · 
1980 · 
1981 · 
1982 · 
1983 · 
1984 · 
1985 · 
1986 · 
1987 · 
1988 · 
1989 · 
1990 · 
1991 · 
1992 · 
1993 · 
1994 · 
1995 · 
1996 · 
1997 · 
1998 · 
1999 · 
2000 · 
2001 · 
2002 · 
2003 · 
2004 · 
2005 · 
2006 · 
2007 · 
2008 · 
2009 · 
2010 · 
2011 · 
2012 · 
2013 · 
2014 · 
2015 · 
2016 · 
2017 · 
2018 · 
2019 · 
2020 · 
2021 · 
2022 · 
2023 · 
2024
Lijst van beklimmingen